# Jesolo
Jesolo (Jèxoło [ˈd͡ʑɛzoe̯o] in veneto locale; fino al 1930 Cavazuccherina, in veneto Cavaçucherina [ˌkav̞at͡suke'ɾina]) è un comune italiano di 27 088 abitanti della città metropolitana di Venezia in Veneto, rinomato per la frazione di Lido di Jesolo; seconda spiaggia d'Italia per numero di visitatori e terza per presenze turistiche.

## Geografia fisica
Il territorio di Jesolo si estende lungo la costa veneziana, su un territorio pianeggiante affacciato sul mare Adriatico e orlato dalla laguna di Jesolo (22 km²), dai fiumi Sile e Piave, e alle foci di questo dall'antistante laguna del Mort. 
La valle di Jesolo è, insieme a quella di Grassabò, la più estesa della laguna Nord di Venezia. La fascia costiera è bassa e sabbiosa, costituita da un'ininterrotta spiaggia lunga circa 12 chilometri e di ampiezza variabile tra i 30 e i 100 metri.
La maggior parte delle aree urbanizzate del comune - ovvero Lido di Jesolo e Jesolo Pineta - si trova su una sorta di "isola", delimitata dai fiumi Piave Nuovo (a est) e Piave Vecchio (a ovest), con le acque del Sile da Caposile e nel letto del vecchio Piave, e il canale artificiale Cavetta, che parte dal centro di Jesolo e si inoltra verso Cortellazzo.

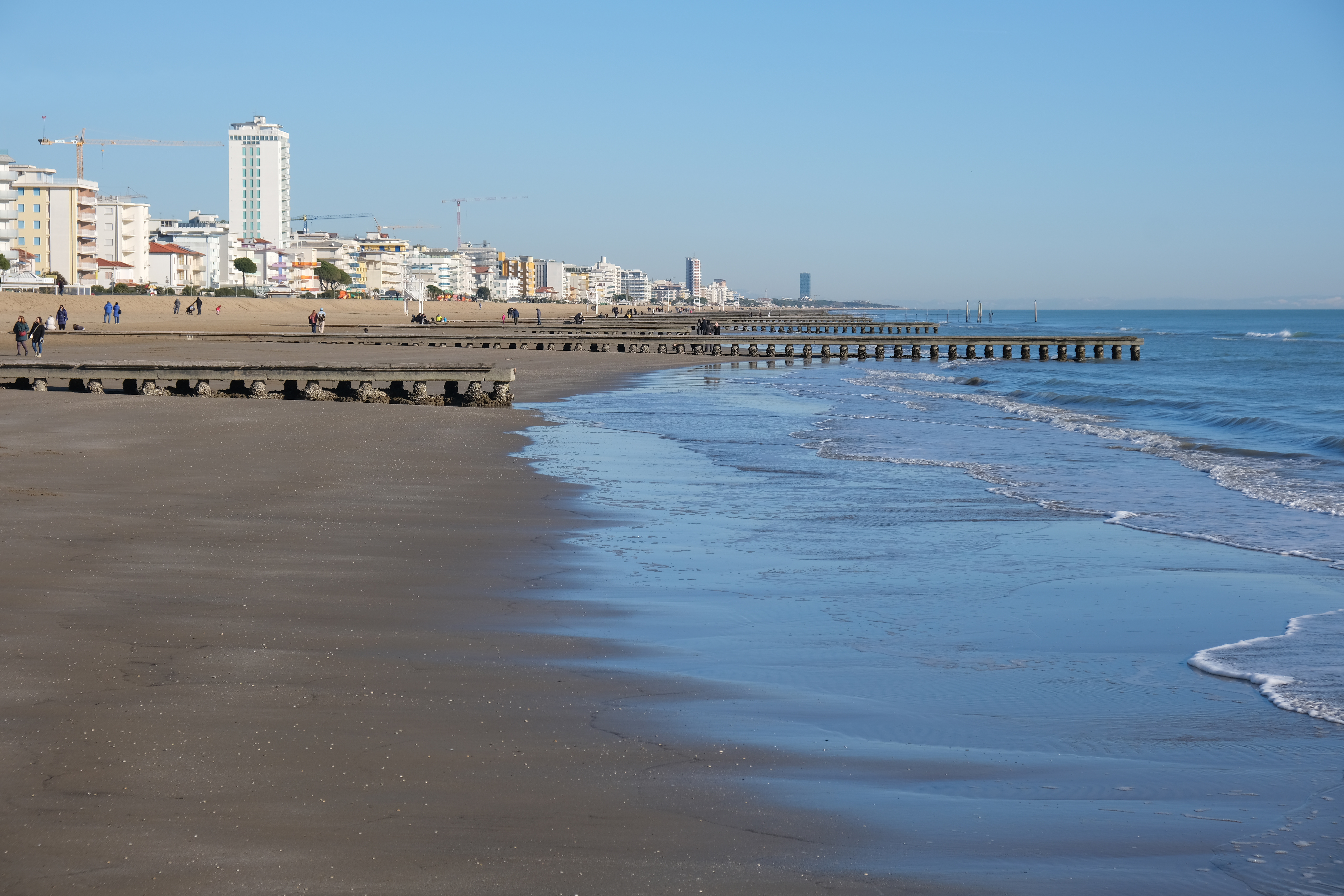
Panorama di Jesolo dalla spiaggia del Lido

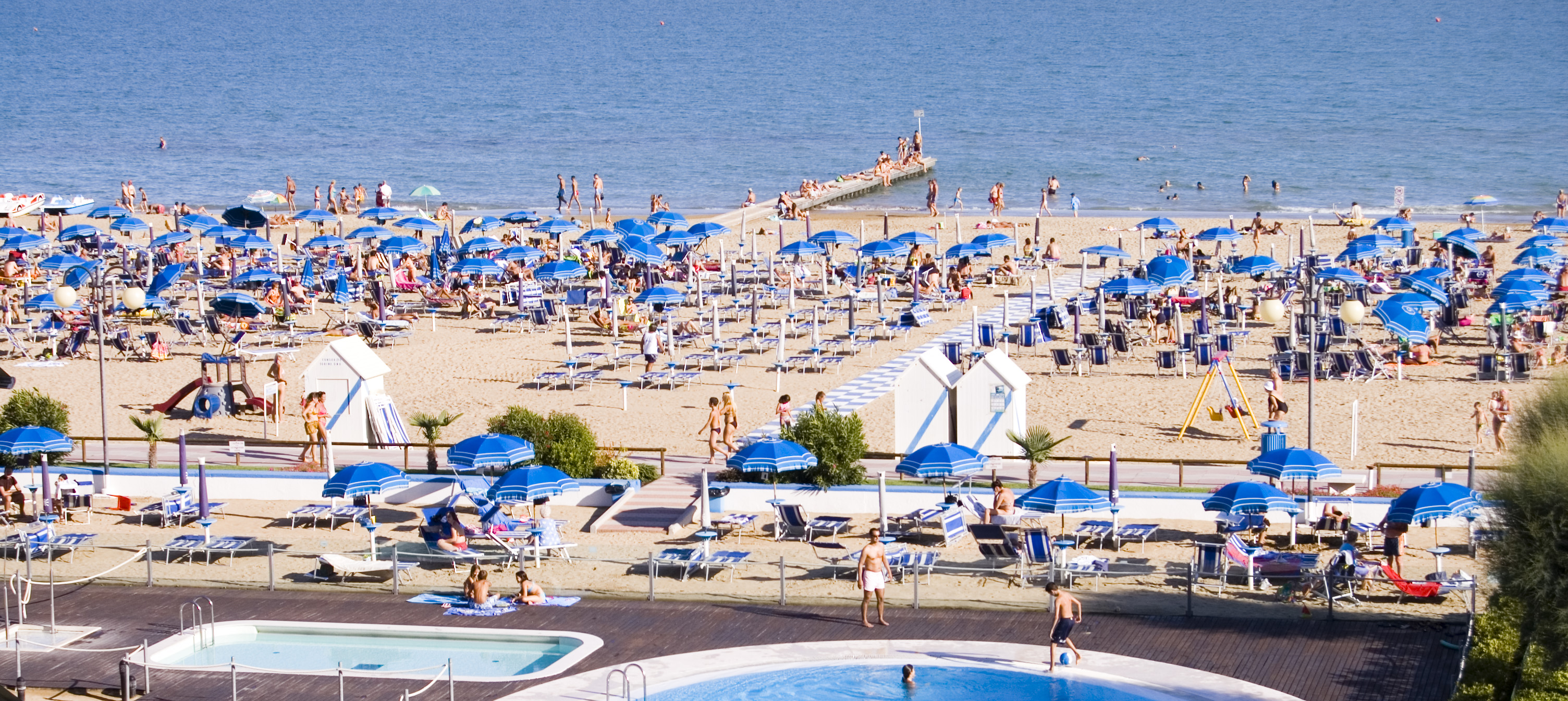
La spiaggia

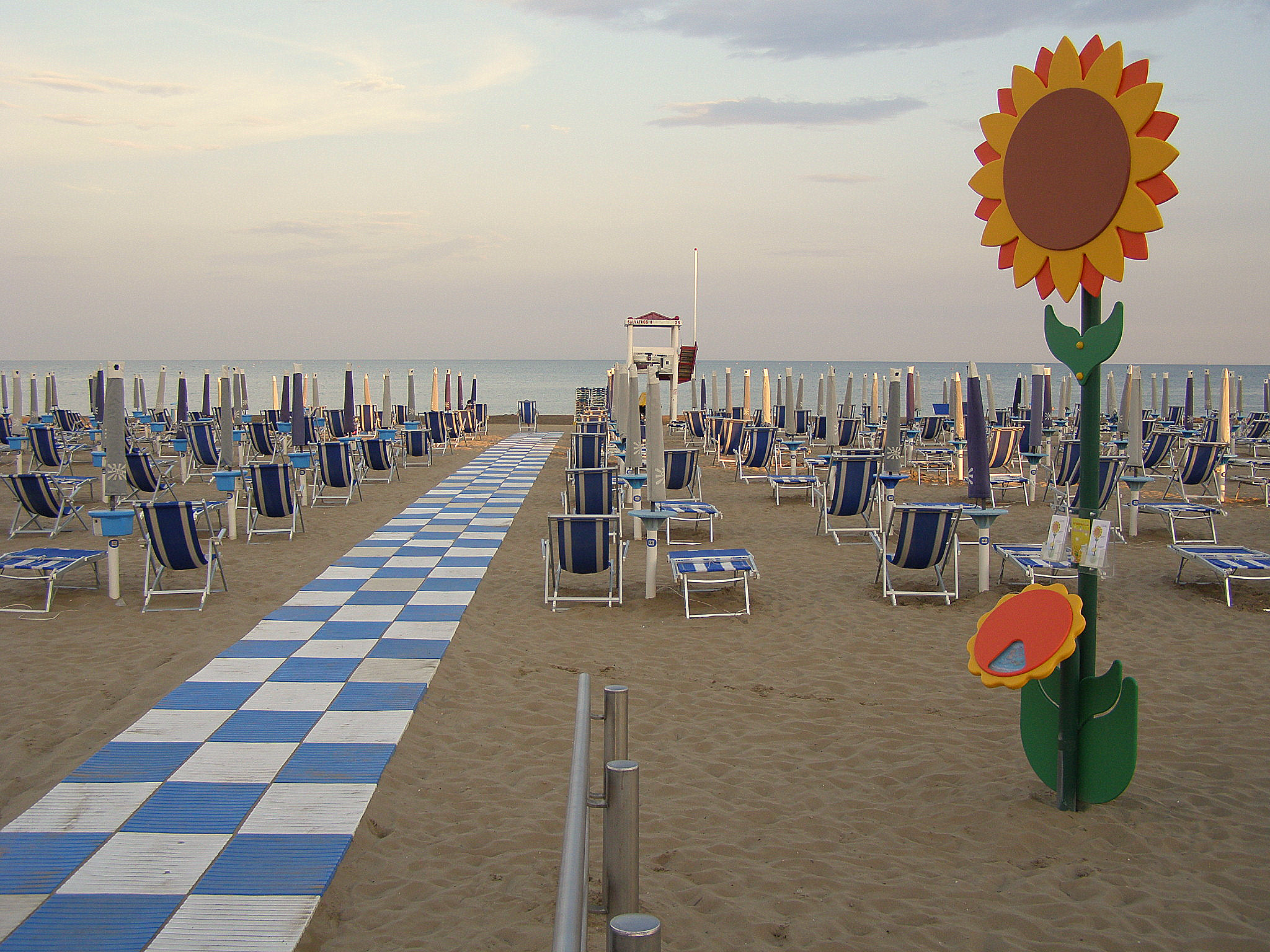
Uno stabilimento balneare

## Origini del nome

### Jesolo
Il nome antico di Jesolo era Equilium (dal latino equus o dal venetico ekvo), cioè "città dei cavalli": il nome richiamava l'allevamento del cavallo per il quale erano celebrati gli antichi Veneti. Il nome attuale Jesolo deriva probabilmente da una serie di errori di trascrizione di quello più antico (Equilo, Esulo, Lesulo, Jexulo, Jexollo, Jesolum, Giesolo).
Dal Cinquecento fino al 1930 Jesolo era chiamata Cavazuccherina: questo nome derivava dall'omonimo canale (in veneziano Cava), aperto il 20 aprile 1499 e costruito da Alvise Zucharin.
Negli anni Venti del Novecento, in piena epoca fascista, nel tentativo di ripristinare l'antica denominazione della città e di risemantizzarla ideologicamente in chiave cristiana, il toponimo Jesolo è stato erroneamente ricondotto al termine latino "Jesus" (Gesù), rivestendolo di un significato religioso che gli era in origine totalmente estraneo: questa paretimologia si deve al giornalista torinese Lino Mirko Pacchioni, che proprio alla città di Jesolo dedicò un breve scritto.
La metonomasia del toponimo della città, nel corso dei secoli, si può perciò così brevemente riassumere: 1) Equilium / Jesolum; 2) Cavazuccherina; 3) Jesolo.
La grafia ufficiale è "Jesolo".

### Altre tomomastiche
Nelle località Ca' Soldati, Ca' Fornera, Ca' Pirami e Ca' Nani il lemma tronco Ca', che significa "Casa", in quanto tali località un tempo erano popolate da più famiglie che abitavano casolari di campagna, e il toponimo spesso richiama il cognome (o il soprannome) del capostipite, ma anche un evento particolarmente importante avvenuto in zona o una caratteristica della stessa abitazione.

## Storia

### Le origini
In epoca pre-romana e romana la laguna di Venezia si estendeva dall'odierna Chioggia fino a Grado e c'erano molte isole. Tra queste ce n'era una chiamata Equilio ed era un vicus abitato inizialmente da Veneti, che vivevano di pesca e di allevamento.

### La caduta di Roma e la nascita di Venezia
In seguito alla caduta dell'Impero romano d'Occidente ci furono invasioni barbariche nell'Italia e anche nell'entroterra veneto. Ebbe inizio una migrazione dalle città romane come Altino verso le isole lagunari più sicure.
Con la riconquista bizantina nella zona lagunare venne creato il distretto di Venetikà, prima dell'Esarcato d'Italia e poi del Ducato di Venezia. Equilio fu una delle città fondatrici di questo ducato e seguì successivamente le vicende della Repubblica di Venezia.
La città divenne un centro fiorente e fu sede di una diocesi. In seguito, una serie di avvenimenti (come lo spostarsi del patriziato a Venezia e l'interramento della laguna e il peggioramento delle condizioni ambientali) portò a una lenta decadenza, culminata nel 1466 con la soppressione della diocesi.
Nel 1211 la città cambiò nome in "San Giovanni", toponimo nato dalla presenza di un monastero dedicato al Battista, gestito da monache alle quali il vescovo Andrea diede l'uso del battistero della cattedrale come chiesa, che fu chiamato chiesa di S. Giovanni.

### La rinascita: Cavazuccherina
La lenta ripresa avvenne grazie ai patrizi veneziani Soranzo, proprietari di molte terre nella zona, che fecero costruire, a proprie spese, una nuova chiesa, poi dedicata a san Giovanni Battista ed eretta a parrocchia nel 1495. Attorno alla nuova chiesa si ricostituì il villaggio per favorire l'abitabilità della zona. La Repubblica di Venezia attuò vari interventi di diversione fluviale, miranti principalmente ad allontanare i fiumi Piave e Sile. Il più importante venne realizzato nel 1499 con la costruzione di un canale che collegava il vecchio alveo del Piave (ora Sile) a quello attuale: questo canale (cava), che passava per il nuovo paese, fu realizzato dall'ingegnere Alvise Zucharin e diede nome al nuovo abitato, "Cavazuccherina".

### XIX secolo
Con la campagna d'Italia di Napoleone Bonaparte e la successiva Caduta della Repubblica di Venezia, anche Jesolo entrò nell'orbita francese e, dopo il Trattato di Campoformio e il Congresso di Vienna, divenne territorio dell'Impero austriaco.
In questo periodo si deve ricordare che, con la nuova suddivisione amministrativa del territorio, Cavazuccherina divenne comune autonomo di III classe il 22 dicembre 1807. Con l'avvento degli austriaci venne costituito un consorzio per favorire il miglioramento dei territori lagunari, ormai ridotti a palude ("Consorzio Passarella") e avvenne la prima tumulazione del camposanto.

### XX secolo

#### Le paludi e le bonifiche
L'annessione al Regno d'Italia non migliorò la situazione preesistente. Stando infatti alla tavoletta IGM del 1892, l'intero territorio comunale si presentava paludoso, eccettuate solo le dune sabbiose del litorale, in particolare verso est (Valloni e Motteroni dell'Uva, alti fino a 6 m); nei nomi delle paludi di allora si riconosce la toponomastica attuale (Palude Pesara, delle Mura, Fornera, del Molinato, Posteselle). Ancora nella tavoletta del 1908, la situazione appare invariata, se si eccettua uno stabilimento balneare, fondato nel 1895 sul luogo del futuro "Albergo Bagni e Miramare" (ora "Condominio Bagni e Miramare").
Era tuttavia imminente la bonifica integrale delle paludi a nord del Sile e del Canale Cavetta: già nella tavoletta del 1910 questo territorio appare bonificato e diviso in lotti agricoli. Durante la prima guerra mondiale la popolazione di Cavazuccherina fu costretta a evacuare il paese. Mentre gli italiani allagavano la zona di Caposile, verso le foci del Piave, gli austriaci presidiavano il territorio paludoso, dove la malaria e l'influenza spagnola (febbre di origine virale) mietevano vittime.

#### La grande bonifica e la prima valorizzazione turistica del litorale
Nel primo dopoguerra i "Consorzi di Bonifica del Basso Piave" predisposero la cosiddetta "Grande bonifica". I lavori furono attuati tra il 1920 e il 1930 dal quinzanese Tomaso Nember (cui è intitolata una piazza all'estremità occidentale del litorale) e dal gabianese Giovanni Gorio. Gorio e Nember acquistarono le paludi alle spalle del litorale, ne diressero la bonifica e fondarono l'azienda agricola di "Ca' Porcia", situata nell'entroterra dell'attuale Piazza Marina e affidata a centinaia di braccianti della Bassa Bresciana. Furono così introdotte le coltivazioni di frumento, granoturco e barbabietola da zucchero, alle quali si aggiunsero le piantagioni di alberi da frutto e i vigneti. Il latte qui prodotto veniva poi trasportato alla latteria di Caposile, pure creata e diretta da Nember (attuale "Latteria Soligo").
Ma la "Grande bonifica" permise soprattutto la prima valorizzazione turistica del litorale, con i primi stabilimenti per le cure elioterapiche, i primi alberghi e i primi ristoranti. Nella parte centrale del litorale (località "Marina Bassa" e "Spiaggia") sorse nel 1927 il "Lido di Treviso", per opera dell'ingegnere trevigiano Enrico Silvestri: qui fu eretto nello stesso anno l'Istituto elioterapico "DUX", rinominato dopo la caduta del Fascismo in "Istituto Marino", ora Ospedale. Per la parte occidentale del litorale, Tomaso Nember si rivolse all'ingegner Giuseppe Alberti, di Brescia: a lui si dovette nel 1928 la sistemazione del "Lido dei Lombardi". Il litorale orientale rimase invece occupato dai "Valloni" e dai "Motteroni dell'Uva", che verranno spianati gradatamente nel secondo dopoguerra.

#### Il cambio di nome
Il 28 agosto 1930 Cavazuccherina fu rinominata con l'antico nome di "Jesolo" e il Lido di Treviso fu denominato "Lido di Jesolo". Lo sviluppo segnò una battuta d'arresto con lo scoppio della seconda guerra mondiale ma, tornata la pace, la ripresa partì a ritmo sempre più veloce.

### Dal dopoguerra ad oggi
Jesolo Lido ha ospitato negli anni ottanta, in una struttura della Croce Rossa Italiana, un centinaio di cittadini polacchi che avevano richiesto asilo politico e negli anni novanta circa 1400 profughi provenienti dalla ex-Jugoslavia. Nel biennio 2007-2008 la struttura è stata utilizzata dalla Croce Rossa Italiana per corsi di aggiornamento e, durante il periodo estivo, per ospitare gli agenti di Polizia che vengono distaccati presso la città per mantenere l'ordine pubblico. Dall'estate del 2007 la struttura ha nuovamente ospitato dei profughi provenienti da alcuni paesi del continente africano.
Il 28 e il 29 aprile 2007, Jesolo ha ospitato il 27º raduno degli Artiglieri d'Italia, organizzato dall'Associazione nazionale artiglieri d'Italia.

### Simboli
Lo stemma e il gonfalone di Jesolo furono concessi con regio decreto del 6 settembre 1934. Lo scudo si fregiava all'epoca, come tutti gli stemmi concessi nel periodo fascista, del capo del Littorio.
Stemma
Gonfalone
Non si hanno documenti precisi sull'origine del simbolo del drago. Una possibile interpretazione lo fa derivare dal nome di un'area della laguna nord di Venezia, denominata "Valle Dragojesolo", che faceva parte del territorio dell'antica Jesolo, trasformata dalla Serenissima in zona per la caccia e la pesca dei nobili veneziani. In veneziano "cacciare" si diceva trar, da cui deriverebbe il toponimo riportato su alcune carte del XVI secolo: Valle del Traco Jexolo, trasformato in Valle del Draco Gexolo, quindi in Valle del Drago Jexolo, fino all'odierna Valle Dragojesolo.

### Onorificenze
Il 31 marzo 1983 viene concesso a Jesolo il titolo di Città con decreto del presidente della Repubblica Sandro Pertini, per "riconoscere e premiare l'impegno degli jesolani nella vita economica e sociale nella zona".

## Monumenti e luoghi d'interesse

### Chiese
- Chiesa di San Giovanni Battista, a Jesolo, costruita nella prima metà del XX secolo

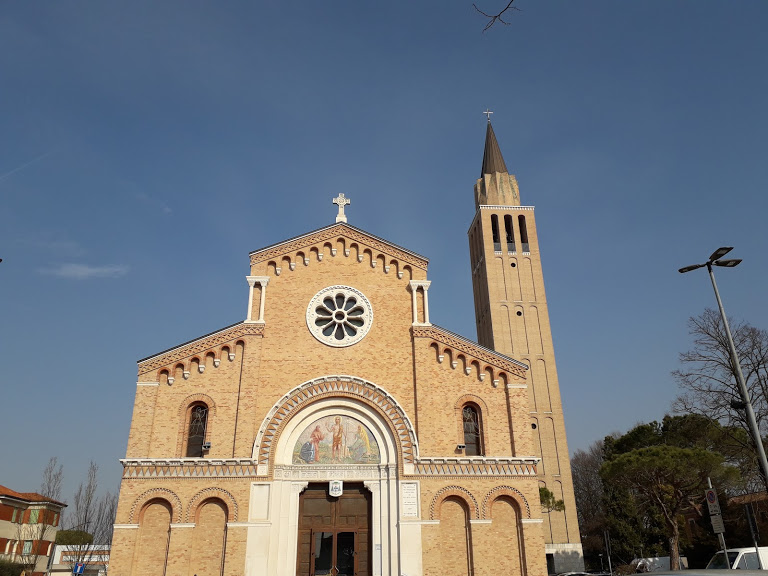
Chiesa arcipretale di San Giovanni Battista, principale chiesa della città

- Chiesa del Sacro Cuore di Gesù, a Lido di Jesolo

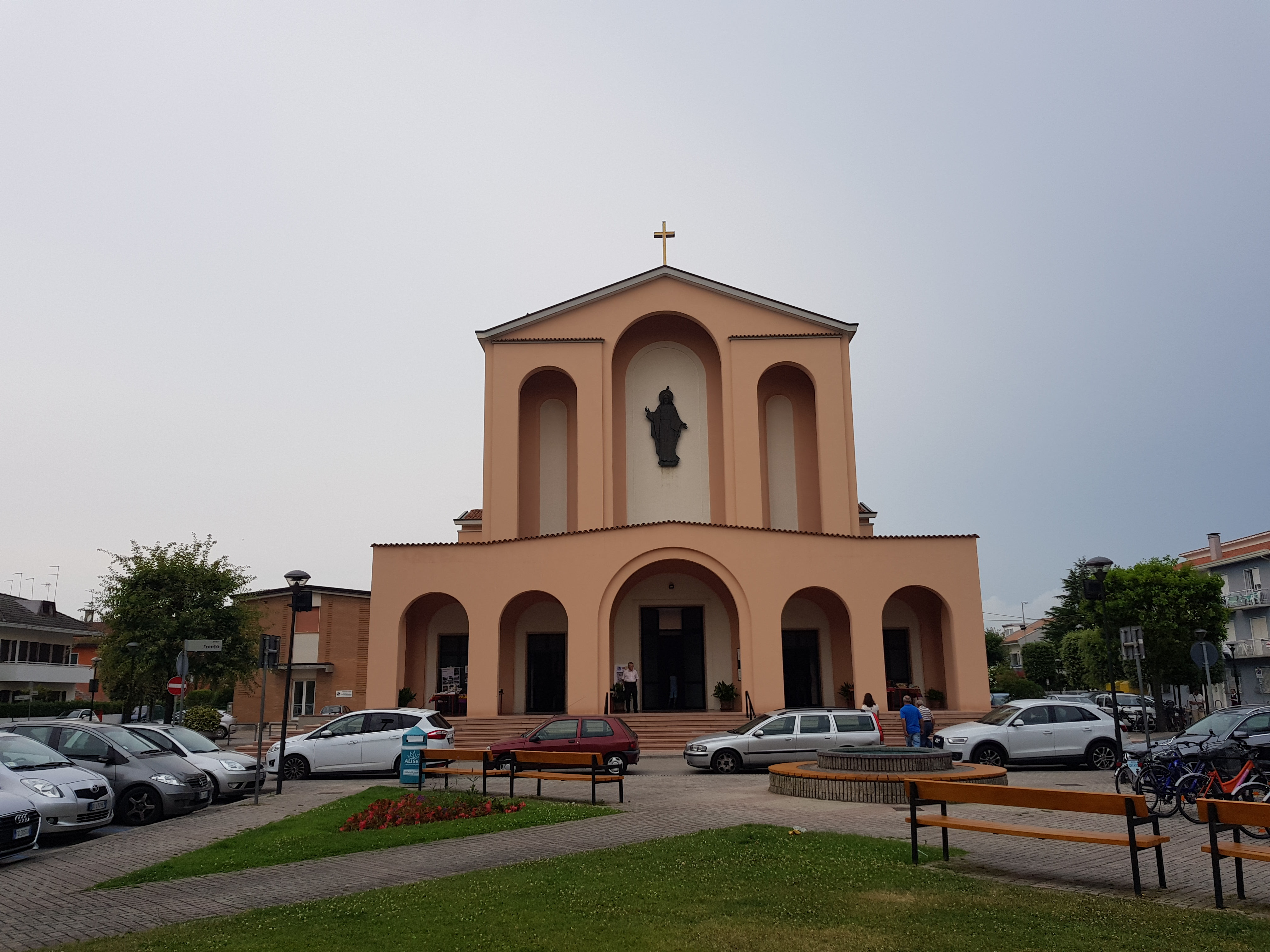
Chiesa parrocchiale del Sacro Cuore di Gesù

- Chiesa di Santa Maria Ausiliatrice, a Lido di Jesolo

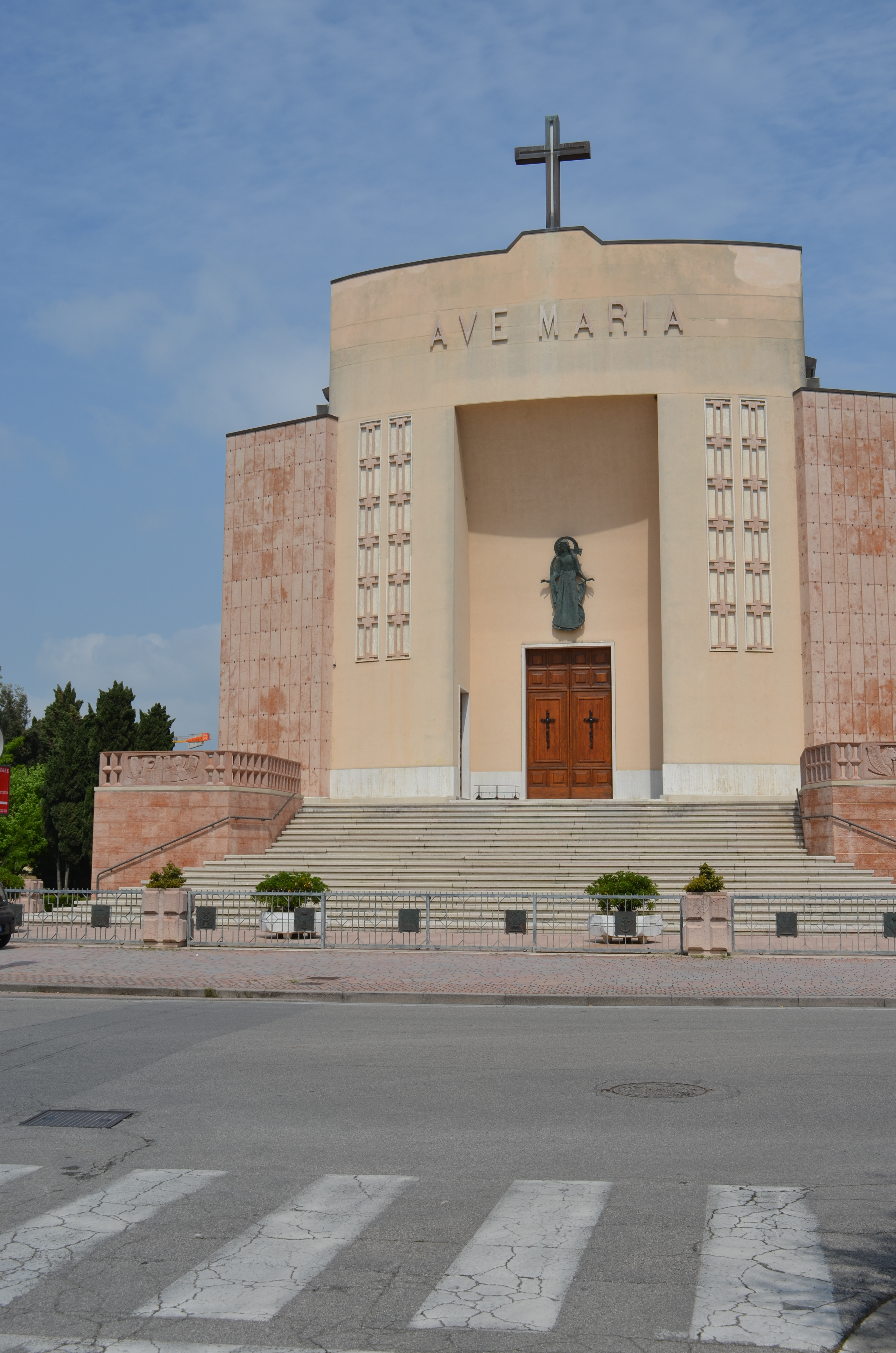
Chiesa parrocchiale di Santa Maria Ausiliatrice

- Chiesa dei Ss. Liberale e Mauro, a Lido di Jesolo
- Chiesa del Cuore Immacolato di Maria "Capitana da Mar", a Lido di Jesolo
- Oratorio Estivo dei Ss. Domenico e Carlo, a Lido di Jesolo
- Chiesa di Santa Teresa, a Lido di Jesolo (Pineta)
- Chiesa di San Giuseppe Lavoratore, a Cortellazzo
- Chiesa di Santa Maria Assunta, a Passarella di Sotto
- Chiesa di San Giuseppe, a Ca' Fornera
- Chiesa di Sant'Antonio Abate, a Ca' Pirami
- Chiesa del Cristo Re, in località Salsi

### Siti archeologici
- Area archeologica Antiche Mura
- Torre Caligo

### Aree naturali
- Le valli da pesca della Laguna di Venezia
- La Laguna del Mort

## Società

### Evoluzione demografica
Abitanti censiti

### Etnie e minoranze straniere
Al 31 dicembre 2023 gli stranieri residenti nel comune sono 2 633, ovvero il 9,8% della popolazione. Di seguito sono riportati i gruppi più consistenti:
1. Romania 668
2. Bangladesh 432
3. Albania 268
4. Ucraina 181
5. Cina 127
6. Moldavia 110
7. Marocco 108
8. Serbia 61

## Cultura

### Istruzione
Nella città di Jesolo sono presenti:
- due istituti comprensivi - l'I.C."Italo Calvino" (con sede a Jesolo Paese) e l'I.C. "Gabriele D'Annunzio" (con sede a Jesolo Lido) - cui afferiscono due scuole secondarie di primo grado e numerose scuole primarie;
- un istituto professionale di Stato per l'enogastronomia e l'ospitalità alberghiera - l'I.P.S.E.O.A. "Elena Cornaro" (con sede a Jesolo Lido) - che risponde alla vocazione turistica del territorio;
- un istituto di formazione terziaria post-diploma - l'ITS Academy Turismo Veneto (con sede a Jesolo Lido) - che eroga corsi biennali di alta formazione nel management turistico e che è capofila del sistema ITS Turismo Veneto.

### Musei
- Museo civico di storia naturale, con circa 15 000 reperti che rappresentano la fauna più significativa dell'area europea e paleartica.
- Museo Storico Militare "Vidotto", una raccolta permanente di reperti, uniformi, armi e mezzi appartenenti alle forze armate e di polizia da fine '800 ad oggi.

### Eventi
- Nei giorni 5, 6, 7 maggio 2022 la città di Jesolo ha ospitato il Festival Internazionale della Geopolitica Europea, un incontro di approfondimento e di divulgazione sul ruolo dell'Italia e dell'Europa nella politica mondiale.[22]
- Nel 2015 si è svolta la 22ª edizione del Concours Mondial de Bruxelles, prestigiosa competizione enologica internazionale, che ogni anno assegna giudizi di qualità su migliaia di vini provenienti da tutto il mondo.
- Dal 2013 al 2017 e nel 2019 le finali nazionali del concorso Miss Italia si sono svolte all'ex Pala Arrex (ora PalaInvent), con diretta su Rai 1 o LA7.
- La città di Jesolo ospita dal 1998, durante la stagione balneare, lo spettacolo acrobatico Jesolo Air Extreme, una manifestazione aerea caratterizzata dalla presenza della Pattuglia Acrobatica Nazionale Frecce Tricolori e di diversi team civili e militari.
- Dal 1997, ogni estate, si tiene a Jesolo il Festival Internazionale Sculture di Sabbia, esposizione di sculture monumentali di sabbia, di cui Jesolo è stata la pioniera.

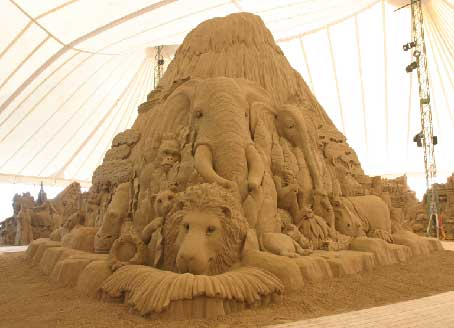
Sculture di sabbia a Jesolo

- Dal 2002, durante il periodo natalizio, in Piazza Marconi si svolge il "Presepe di sabbia" - Sand Nativity, esposizione di sculture monumentali di sabbia ispirate al tema della Natività, il cui incasso viene devoluto ad associazioni impegnate in azioni di aiuto delle popolazioni povere del mondo; alla manifestazione partecipano alcuni dei più noti scultori di sabbia del mondo.
- Nel mese di giugno si celebra la Festa patronale di San Giovanni Battista con il "Palio Remiero delle Contrade", gara di mascarete a due remi, e lo spettacolo pirotecnico in riva al Sile.
- Settimanalmente, durante la stagione estiva, in città si tengono due mercatini dell'antiquariato: "Incontro con il passato" (dal 1988, in piazza Torino) e "Giovedì antiquario e del collezionista" (dal 1994, prima in piazza Brescia e ora in piazzetta Casabianca).

### Cinema
- Il Lido di Jesolo è stato set televisivo degli episodi 15-18 della serie televisiva italiana Love Me Licia (1986): tra le location utilizzate vi sono piazza Mazzini e un'ex-discoteca all'epoca ancora attiva, il Mister Charlie, che nel corso degli anni ha cambiato svariati nomi.
- Sempre il Lido di Jesolo è stato set cinematografico per il film Americano rosso del 1990. Gran parte del film è girato all'interno dello storico hotel Casa Bianca che per lo stile liberty e l'architettura anni venti ben si confaceva all'ambientazione storica del film.
- Nel 2013 presso il Centro Commerciale I Giardini di Jesolo sono state girate alcune scene del film La sedia della felicità, ultimo film di Carlo Mazzacurati.

## Geografia antropica
La città di Jesolo si estende su una superficie urbana di circa 15 chilometri quadrati, suddivisa tra l'entroterra (Jesolo, Cortelazzo ed altre località) e "l'isola" (Lido di Jesolo e Jesolo Pineta), quest'ultima  estesa lungo la costa per circa 13 chilometri con una profondità variabile tra 300 metri e due chilometri.
La peculiare demografia di Jesolo è stata studiata dettagliatamente in occasione del Master Plan di Tange. Sebbene gli abitanti di Jesolo siano solo 26.000 circa, la città è dimensionata per ospitare comodamente altri 140.000 turisti. Secondo le stime più comuni, Jesolo raggiunge nel picco delle due settimane centrali di agosto una popolazione di circa 300 000 persone. Ogni fine settimana estivo la città vede decine, se non centinaia di migliaia, di pendolari raggiungere la località dove trascorrono la giornata.
I residenti si distribuiscono abbastanza equamente a metà tra il capoluogo (7 875 abitanti) e il Lido (10 523 abitanti, inclusa la frazione di Cortellazzo). Meno popolate le frazione di Ca'Fornera e Passarella di Sotto.

### Capoluogo
Jesolo, chiamato talvolta anche "Jesolo paese" per distinguerlo da "Lido di Jesolo", è il capoluogo della città, ubicato nella zona centrale del comune. È attraversato dai Canale Cavetta e il Fiume Sile. 

### Frazioni
Lo Statuto comunale all'art. 3 c. 2 riconosce le seguenti frazioni:
- Cortellazzo

È una frazione ubicata presso la foce del Piave, nella parte orientale del comune confinando col comune di Eraclea.  Comprende anche Jesolo Pineta, estremità orientale del Lido.
- Lido di Jesolo

È la frazione più ampia della città, è una località a vocazione turistica, posta approssimativamente tra il Sile, il mare, il Piave e le vie Corer, Pazienti, Roma Destra. È suddiviso in tre parrocchie: S. Cuore, corrispondente al vecchio Lido dei Lombardi; S. Maria Ausiliatrice, sul litorale centrale; Ss. Liberale e Mauro, sul litorale orientale. Il lido di Jesolo vanta quella che è conosciuta come l'isola pedonale più lunga d'Europa.  Il tratto principale è lungo 6 chilometri, il tratto secondario si sviluppa per circa 2.1 chilometri.
- Passarella di Sotto

Frazione ubicata al confine con il comune di San Donà di Piave (dove si trova Passarella di Sopra). È presente una chiesa del XIX secolo.
- Valle di Lio Maggiore

Frazione situata al confine con il comune di Cavallino-Treporti e adiacente alla laguna di Venezia. È presente un oratorio settecentesco dedicato a S. Antonio da Firenze o S. Antonino (con una scultura lignea quattrocentesca). Vi sono poi i resti di una torre, detta Torre Caligo, di epoca romana, con funzioni doganali. L'economia è basata sulla pesca.

### Località
- Ca' Fornera

Ubicata a circa 3 km dal capoluogo. La sua chiesa, risalente al 1995, dipende dalla parrocchia di S. Giovanni Battista a Jesolo. La località comprende un castello di fine sec. XIX, detto La Castellana.
- Ca' Nani

Ubicata a circa 2 km dal capoluogo, l'unica zona comunale all'interno della Diocesi di Treviso e non del Patriarcato di Venezia. Comprende un oratorio del 1737, ora diroccato.
- Ca' Pirami

Bonificata negli anni venti del XX secolo (in tempi antichi era stata una zona paludosa); questa località, a vocazione originariamente agricola (frutteti), ora ha un carattere residenziale. Rientra nella parrocchia di S. Giovanni Battista a Jesolo.
- La Bassa

Nuova zona artigianale, posta approssimativamente tra le vie La Bassa, Ferrari, Roma Destra e Aleardi.
- Piave Nuovo

centro abitato lungo la sponda del Piave, tra il Ponte di Eraclea e Passarella di Sotto. Rientra nella parrocchia della Passarella di Sotto.

## Economia
L'economia si basa essenzialmente sulle attività turistiche, sviluppate lungo tutta la costa. L'offerta ricettiva del comune consiste di circa 80 000 posti letto. La spiaggia di Jesolo lunga circa 15 km è tra le più estese d'Italia. Nel 2016 secondo ISTAT le presenze turistiche sono state 5 347 000.

## Infrastrutture e trasporti

### Strade
Le principali vie d'accesso a Jesolo sono la Strada regionale 43 del mare Portegrandi - Jesolo e la SP 42 "Jesolana" Punta Sabbioni - San Michele al Tagliamento. È stato ultimato a fine gennaio 2013 il primo lotto di una circonvallazione esterna al capoluogo con lo scopo di indirizzare parte del traffico verso la meno congestionata zona Est del Lido.

### Mobilità urbana
I trasporti urbani e interurbani di Jesolo vengono svolti con servizi regolari di autobus gestiti dalla società ATVO.

## Amministrazione

Gongalone comunale

### Sindaci dal 1946
| Nominativo                                           | Nominativo                                        | Partito / Coalizione                              | Periodo                                           | Elezione                                          |
| Sindaci eletti dal Consiglio comunale (1946-1993)    | Sindaci eletti dal Consiglio comunale (1946-1993) | Sindaci eletti dal Consiglio comunale (1946-1993) | Sindaci eletti dal Consiglio comunale (1946-1993) | Sindaci eletti dal Consiglio comunale (1946-1993) |
| ---------------------------------------------------- | ------------------------------------------------- | ------------------------------------------------- | ------------------------------------------------- | ------------------------------------------------- |
|                                                      | Bruno Oliveti                                     | Partito Socialista Italiano                       | 1946-1948                                         | 1946                                              |
|                                                      | Giorgio Agostinetto                               | Partito Socialista Democratico Italiano           | 1948-1951                                         | (1946)                                            |
|                                                      | Pietro Busolin                                    | Democrazia Cristiana                              | 1951-1952                                         | 1951                                              |
|                                                      | Basilio Sartorel                                  | Democrazia Cristiana                              | 1952-1956                                         | (1951)                                            |
|                                                      | Virginio Perissinotto                             | Partito Socialista Italiano                       | 1956-1961                                         | 1956                                              |
|                                                      | Fernando Capecchi                                 | Democrazia Cristiana                              | 1961-1969                                         | 1960                                              |
| 1964                                                 | Fernando Capecchi                                 | Democrazia Cristiana                              | 1961-1969                                         |                                                   |
|                                                      | Carlo Bragato                                     | Democrazia Cristiana                              | 1969                                              | (1964)                                            |
|                                                      | Primo Striatto                                    | Partito Socialista Italiano                       | 1969-1970                                         | (1964)                                            |
|                                                      | Carlo Bragato                                     | Democrazia Cristiana (1970-71)                    | 1970-1973                                         | 1970                                              |
|                                                      | Carlo Bragato                                     | L.c. Movimento Cristiano Popolare (1971-73)       | 1970-1973                                         | 1970                                              |
|                                                      | Luigino Rossetto                                  | Partito Socialista Italiano                       | 1973-1974                                         | (1970)                                            |
|                                                      | Carlo Bragato                                     | L.c. Movimento Cristiano Popolare                 | 1974-1975                                         | (1970)                                            |
|                                                      | Giovanni Paludetto                                | Partito Socialista Italiano                       | 1975-1980                                         | 1975                                              |
|                                                      | Federico Trevisan                                 | Democrazia Cristiana                              | 1980                                              | (1975)                                            |
|                                                      | Renato Bressan                                    | Democrazia Cristiana                              | 1980-1981                                         | 1980                                              |
|                                                      | Giovanni Paludetto                                | Partito Socialista Italiano                       | 1981-1986                                         | (1980)                                            |
| 1985                                                 | Giovanni Paludetto                                | Partito Socialista Italiano                       | 1981-1986                                         |                                                   |
|                                                      | Flavio Veronese                                   | Partito Socialista Italiano                       | 1986-1987                                         | (1985)                                            |
|                                                      | Achille Pasqual                                   | Partito Socialista Italiano                       | 1987-1992                                         | (1985)                                            |
| 1990                                                 | Achille Pasqual                                   | Partito Socialista Italiano                       | 1987-1992                                         |                                                   |
|                                                      | Danilo Lunardelli                                 | Partito Socialista Italiano                       | 1992                                              | (1990)                                            |
|                                                      | Davide Zoggia                                     | Partito Democratico della Sinistra                | 1992-1993                                         | (1990)                                            |
|                                                      | Cesare Della Gaspera (Commiss. prefettizio)       | -                                                 | 1993                                              | -                                                 |
| Sindaci eletti direttamente dai cittadini (dal 1993) |                                                   |                                                   |                                                   |                                                   |
|                                                      | Renato Martin                                     | Lega Nord - LV (1993-99)                          | 1993-2002                                         | 1993                                              |
|                                                      | Renato Martin                                     | L.c. Veneto Rep. Federale Padana (1999-02)        | 1993-2002                                         | 1997                                              |
|                                                      | Francesco Calzavara                               | L.c. Renato Martin                                | 2002-2012                                         | 2002                                              |
|                                                      | Francesco Calzavara                               | Centro-destra                                     | 2002-2012                                         | 2007                                              |
|                                                      | Valerio Zoggia                                    | Grande coalizione                                 | 2012-2022                                         | 2012                                              |
| 2017                                                 | Valerio Zoggia                                    | Grande coalizione                                 | 2012-2022                                         |                                                   |
|                                                      | Christofer De Zotti                               | Fratelli d'Italia                                 | 2022-in carica                                    | 2022                                              |

### Gemellaggi
- Épinal
- Velden am Wörther See, dal 2006. Le associazioni artistiche delle due città (Circolo Artistico di Jesolo e Kunstverein Velden) sono gemellate culturalmente. La cerimonia è avvenuta a Velden, alla presenza dei rappresentanti dei due Circoli Artistici cittadini e delle principali autorità politiche delle due località.

## Sport
Ginnastica artistica
In città si svolge il Trofeo Città di Jesolo di Ginnastica Artistica, organizzato dalla S.G.A. Gymnasium di Treviso, la più importante gara amichevole internazionale di ginnastica artistica femminile. Nel comune ha luogo la Moonlight Half Marathon, una mezza maratona internazionale misurata e certificata, inserita nel calendario FIDAL.
Nel 2011, dal 7 al 9 ottobre, si è svolta presso lo stadio Armando Picchi la 38ª edizione dei Campionati Italiani di Atletica Leggera Individuali e per Regioni categoria Cadetti/e.
Calcio
A Jesolo esistono due società calcistiche: la prima a è l'A.C.D. Jesolo, in Prima Categoria, con alle spalle diverse stagioni in Serie D; la seconda è il Calcio Futuro Jesolo 2013, che milita in Terza Categoria. Inoltre a Jesolo era presente un'altra società, l'Unione Sportiva Città di Jesolo, fondata nel 1969, che ha giocato in Serie C2.
Lo Stadio Picchi nel 1986 ha ospitato il "Mundialito Femminile", torneo internazionale nel quale la Nazionale femminile di calcio italiana vinse il titolo di "Campione del Mondo".
Ciclismo
Jesolo è stata varie volte arrivo di tappa del Giro d'Italia. Nel 1955 la 16ª tappa vide la vittoria di Rino Benedetti; nel 1970 un'altra 16ª tappa del 1970 si concluse con la vittoria di Dino Zandegù. Nel 1987 vi fu la vittoria di Paolo Cimini alla 14ª tappa; mentre l'anno successivo Paolo Rosola vinse la 20ª tappa. Nel 2015 la 13ª tappa è stata vinta da Sacha Modolo.
Pallacanestro
La città ha avuto dal 1968 fino al 2004 una propria rappresentativa, la B.C. Jesolo Basket; nel 2004 si è unita con la squadra della vicina San Donà di Piave, facendo nascere la Jesolosandonà Basket. La squadra partecipa alla Serie A Dilettanti e gioca al PalaCornaro di Jesolo.
Pallamano
Nel 2008 la città è stata la sede principale del Campionato mondiale universitario di pallamano.
Pallavolo
L'Unionvolley gareggia in serie B2 del campionato di volley femminile.
Rugby
La squadra della città è lo Jesolo Rugby. Milita nel campionato di Serie B. Nasce nel 1987 e partecipa nella stagione 1987/1988 al Campionato di C2 Triveneto.
Lo stadio Picchi ha ospitato nel 2007 la Finale di Coppa Italia di Rugby.
Tutti gli sport
Nel 2007 si sono tenuti i 61º Campionati Nazionali Universitari

### Impianti sportivi
- Stadio "Armando Picchi": calcio, rugby e atletica. L'impianto può ospitare 2000 spettatori.
- Palazzo del Turismo: ospita vari incontri delle società sportive Benetton Basket e Sisley Treviso.
- Arena Beach: ha ospitato la finale del campionato maschile di beach volley.
- Kartodromo "Pista Azzurra".